# Mountain City, Georgia
Mountain City är en ort i Rabun County i Georgia. Vid 2020 års folkräkning hade Mountain City 904 invånare.